# Wilków nad Wisłą
Wilków nad Wisłą – wieś sołecka w Polsce położona w województwie mazowieckim, w powiecie nowodworskim, w gminie Leoncin.
Miejscowość była obszarem osadnictwa olęderskiego. Na jej terenie znajduje się cmentarz mennonicki.
W latach 1975–1998 miejscowość administracyjnie należała do województwa warszawskiego.